# Шарбя-Звежинецька
Шарбя-Звежинецька (пол. Szarbia Zwierzyniecka) — село в Польщі, у гміні Скальбмеж Казімерського повіту Свентокшиського воєводства.
Населення — 287 осіб (2011).
У 1975-1998 роках село належало до Келецького воєводства.

## Демографія
Демографічна структура на день 31 березня 2011 року:
|          | Загалом | Допрацездатний вік | Працездатний вік | Постпрацездатний вік |
| -------- | ------- | ------------------ | ---------------- | -------------------- |
| Чоловіки | 144     | 26                 | 95               | 23                   |
| Жінки    | 143     | 29                 | 69               | 45                   |
| Разом    | 287     | 55                 | 164              | 68                   |